# Marcos Helênio Leoni Pena
Marcos Helênio Leoni Pena (Belo Horizonte, 8 de setembro de 1943) é um advogado e político brasileiro do estado de Minas Gerais. Foi deputado estadual em Minas Gerais na 12ª e na 13ª legislaturas (1991-1999), sendo eleito pelo PT.